# Liste der estnischen Beobachter und Abgeordneten zum EU-Parlament (2003–2004)
Die Liste der estnischen Beobachter und Abgeordneten zum EU-Parlament (2003–2004) listet die estnischen Mitglieder des 5. Europäischen Parlamentes, die vom estnischen Parlament Riigikogu entsandt wurden. Sie waren zunächst ab dem 24. April 2003 bis zum EU-Beitritt Estlands als Beobachter im Parlament und anschließend vom 1. Mai bis zum Ende der Wahlperiode am 19. Juli 2004 als Abgeordnete.

## Mandatsstärke der Parteien
- SPE: 1
- ELDR: 2
- EVP-ED: 2
- UEN: 1

| Nationale Partei                   | Mandate          | Fraktion                                                                     |
| ---------------------------------- | ---------------- | ---------------------------------------------------------------------------- |
| Res Publica (RP)                   | 1                | Fraktion der Europäischen Volkspartei und europäischer Demokraten (EVP-ED)   |
| Isamaaliit (IL)                    | 1                | Fraktion der Europäischen Volkspartei und europäischer Demokraten (EVP-ED)   |
| Eesti Reformierakond (RE)          | 1                |  Fraktion der Europäischen Liberalen, Demokratischen und Reformpartei (ELDR) |
| Eesti Keskerakond (K)              | 1 ab 1. Mai 2004 |  Fraktion der Europäischen Liberalen, Demokratischen und Reformpartei (ELDR) |
| Sotsiaaldemokraatlik Erakond (SDE) | 1                | Fraktion der Sozialdemokratischen Partei Europas (SPE)                       |
| Rahvaliit (ERL)                    | 1                | Union für das Europa der Nationen (UEN)                                      |
| Gesamt                             | 6                |                                                                              |

## Abgeordnete
| Bild | Name                 | geb. | Partei | Fraktion | Kommentar                               |
| ---- | -------------------- | ---- | ------ | -------- | --------------------------------------- |
|      | Eiki Berg            | 1970 | RP     | EVP-ED   |                                         |
|      | Toomas Hendrik Ilves | 1953 | SDE    | SPE      |                                         |
|      | Mart Laar            | 1960 | IL     | EVP-ED   |                                         |
|      | Siiri Oviir          | 1947 | K      |  ELDR    | Erst ab dem 1. Mai 2004 im EU-Parlament |
|      | Janno Reiljan        | 1951 | ERL    | UEN      |                                         |
|      | Toomas Savi          | 1942 | RE     |  ELDR    |                                         |